# 鹿島千穂
鹿島 千穂（かしま ちほ、1975年4月18日 - ）は、実践女子大学短期大学部日本語コミュニケーション学科の専任講師。専門はコミュニケーション学。元日本海テレビジョン放送アナウンサー、TBSニュースバードキャスター。

## 来歴
千葉県出身。慶應義塾大学文学部卒業後、1998年4月に日本海テレビジョン放送に入社。報道制作局に配属され、2001年3月まで同局のアナウンサーを務めた。
退社後はアメリカ合衆国へ渡り、ワシントン大学に1年間留学した。留学中、現地のテレビ局でインターンをしていた。
帰国後、2003年からbayfmのパーソナリティを務めていた。2006年4月から2007年3月までTBSニュースバードのキャスターを務めるなど、この当時は関東地方を拠点に活動していた。TBSニュースバード時代には、クリエイティブ・メディア・エージェンシー（後のTBSスパークルキャスター室）に所属していた。
2007年4月北海道札幌市に移住、以後2017年3月まで北海道を拠点に活動。FM NORTH WAVEと北海道放送の番組に出演しながら、東海大学国際文化学部（北海道札幌市）と道新文化センターの講師も務めていた。
結婚後、2011年3月に長女を出産した。東日本大震災発生直後の混乱のさなかでの出産であったこともあり、この時のエピソードは後に北海道新聞のコラムやFM NORTH WAVEの『Precious!』でも語られている。
2015年4月、仕事と育児を続けながら北海道大学大学院国際広報メディア・観光学院に入学。国際広報メディアを専攻し、2017年3月に博士前期課程（修士課程）修了。

## 人物
趣味は海外旅行。慶応大学在学時に東南アジアを一人旅したのを皮切りに、20か国以上を回っている。一人旅を趣味にしていたが、長女が生まれてからは家族で各国を訪れている。
ジュニア野菜ソムリエ、ワットポータイ古式マッサージの資格を有する。

## 担当番組

### 日本海テレビ
- ニュース日本海プラス1

### bayfm
- YAMAMAN presents MUSIC SALAD from U-kari STUDIO（2003年10月 - 2005年9月）

### FM NORTH WAVE
- MORNING SCOPE（2007年4月 - 2008年3月）
- VENUS DRIVE（2008年4月 - 2009年3月）
- Sabaai Sabaai! Thailand（2008年4月 - 2010年9月）
- Fly Me Pop FRIDAY（2009年4月 - 2010年3月）
- fusioniCKs（2010年4月 - 2011年1月）
- CLUB ALIVE（2010年4月 - 2011年1月、2011年6月 - 2015年3月）
- Candy Friday（2011年6月 - 2012年3月） - 「WONDER DOG! WONDERFUL LIFE」担当[13]
- Precious!（2012年4月 - 2016年3月）
- Conscious!（2016年4月 - 2016年9月）

### 北海道放送
- 土曜スタジオecoタイムス（2008年5月 - 2008年6月、HBCテレビ） - 「ecoプリーズほっかいどう」担当[14]
- 自由人生8020（2012年10月 - 2012年12月、HBCラジオ）